# Tours Duo
De Tours Duo zijn twee wolkenkrabbers, gelegen in het 13e arrondissement van Parijs, aan de rand van de ringweg en Ivry-sur-Seine. Sinds 2022 wordt een groot deel van de ruimte gehuurd door de Groupe BPCE, een Frans financieel conglomeraat.
Het project voor gemengd gebruik beslaat meer dan 108.000 m². Het herbergt voornamelijk kantoren, waaronder het hoofdkantoor van de Natixis-bank (BPCE Group), maar ook een hotel, een restaurant, een bar met een panoramisch terras met uitzicht op Parijs, een auditorium, winkels en groene terrassen.
De Duo-Toren n°1, is met 180 meter hoogte het derde hoogste gebouw in de Franse hoofdstad, na de Eiffeltoren (324 m) en de Tour Montparnasse (209 m), vergelijkbaar met de toekomstige Tour Triangle. Het geheel moet de "gordel" voltooien die wordt gevormd door verschillende torens en hoge gebouwen aan de poorten van de hoofdstad.
De werken begonnen eind maart 2017, de oplevering vond plaats in 2021.